# Molophilus (Molophilus) tenebricosus
Molophilus (Molophilus) tenebricosus is een tweevleugelige uit de familie steltmuggen (Limoniidae). De soort komt voor in het Neotropisch gebied.